# Julliberrie’s Grave

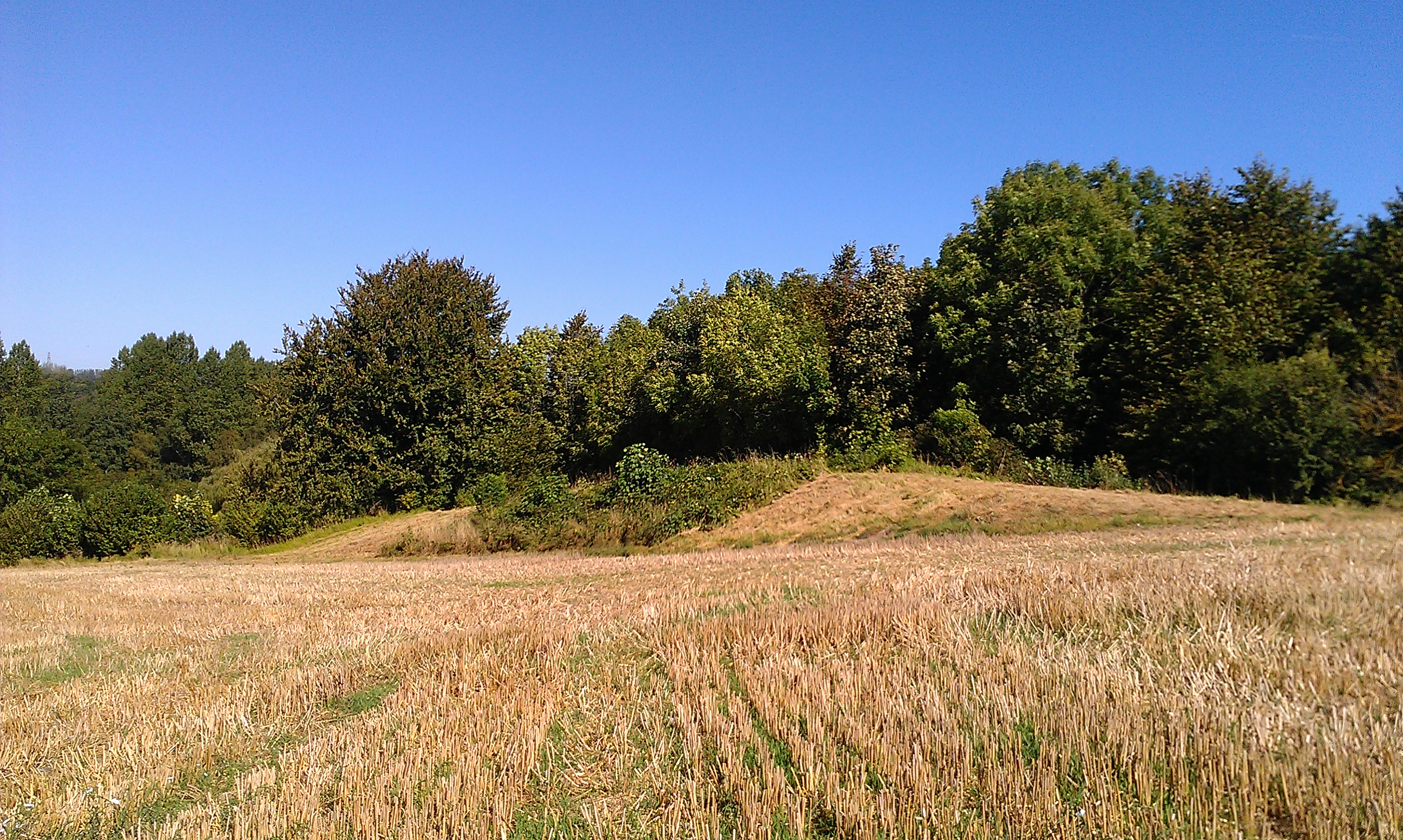
Julliberrie’s Grave

Julliberrie’s Grave ist ein Longbarrow aus dem mittleren Neolithikum. Der für Ostengland typische Erdhügel liegt bei Chilham, westlich von Canterbury, in Kent in England. Von seiner Position in den Julliberrie Downs, überblickt man den River Stour. Der Hügel ist etwa 44,0 m lang und kammerlos, oder er besitzt eine noch nicht identifizierte hölzerne Kammer, wie sie einige Barrows aus dieser Periode aufweisen. 

## Untersuchungen
Eine erste Untersuchung fand im Jahre 1702 statt. Thomas Thynne, 1. Viscount Weymouth und Heneage Finch, der spätere 5. Earl of Winchilsea (1657–1726), führten eine Grabung durch. Die Archäologie war noch nicht als Wissenschaft anerkannt und Ausgrabungen wurden hauptsächlich von Schatzgräbern durchgeführt. Der Pfarrer von Reculver schrieb im Jahre 1745 in einem Brief, Finch habe ihm von einigen Tierknochen berichtet, die er gefunden habe.
Ein Arbeiter, der im 19. Jahrhundert beauftragt worden war, eine Seite des Barrows abzutragen, fand eine Urne mit Münzen des römischen Kaisers Konstantin (306–337 n. Chr.) Später wurde wahrscheinlich von einem Mitglied der Familie Wildman im Hügel ein Graben angelegt, aber es gibt keine Aufzeichnung über etwaige Funde. 
Die erste wissenschaftliche Untersuchung wurde 1936 und 1937 von R. F. Jessup durchgeführt. Der Abschlussbericht wurde im Jahre 1939 veröffentlicht. Bei der Ausgrabung wurden gefunden: 153 bearbeitete Flintstücke, Scherben der Eisenzeit und der römischen Periode, eine römische Münze von Magnus Maximus (383–388 n. Chr.) sowie eine große Anzahl Tierknochen von Ferkeln, Füchsen, Rindern, Rotwild und Schafen. 
Die Grabung im Jahr 1937 erbrachte: 75 Feuersteinabschläge, ein geschliffenes Beil aus cremefarbenen Feuerstein und acht römische Münzen. Zwei waren unleserlich, die anderen stammen aus dem 4. Jahrhundert, ferner vier römische Begräbnisse aus der Mitte des 1. Jahrhunderts.

## Römische Begräbnisse
Beisetzung I: ein 5–7 Jahre altes Kind, Bronzearmband auf dem rechten Arm und Bronzebrosche. 
Beisetzung II, 17 Jahre altes Mädchen mit Tonwaren. 
Beisetzung III und Kremation im selben Grab, junger Erwachsener mit sechs Tonwaren. 
Begräbnis IV Kremation, Erwachsener, Urne und Schale. 
Es gab Anzeichen für zwei weitere Begräbnisse, aber bevor eine Untersuchung ausgeführt werden konnte, wurde die Grabung witterungsbedingt beendet. 

## Legende
Die Legende besagt, dass Quintus Laberius Durus, einer der Tribunen von Gaius Iulius Caesar, der 54 v. Chr. fiel, hier begraben liegt.